# Cardamine rotundifolia
Cardamine rotundifolia là một loài thực vật có hoa trong họ Cải. Loài này được Michx. mô tả khoa học đầu tiên năm 1803.